# Appaalissiorfik
Appaalissiorfik è un ex insediamento nel comune di Avannaata, nel nord-ovest della Groenlandia. Era situato nell'Arcipelago di Upernavik, sul promontorio dell'isola di Qutdlikorssuit, nella baia di Tasiusaq.